# 廷吉爾
31°30′53″N 5°31′58″W / 31.51472°N 5.53278°W

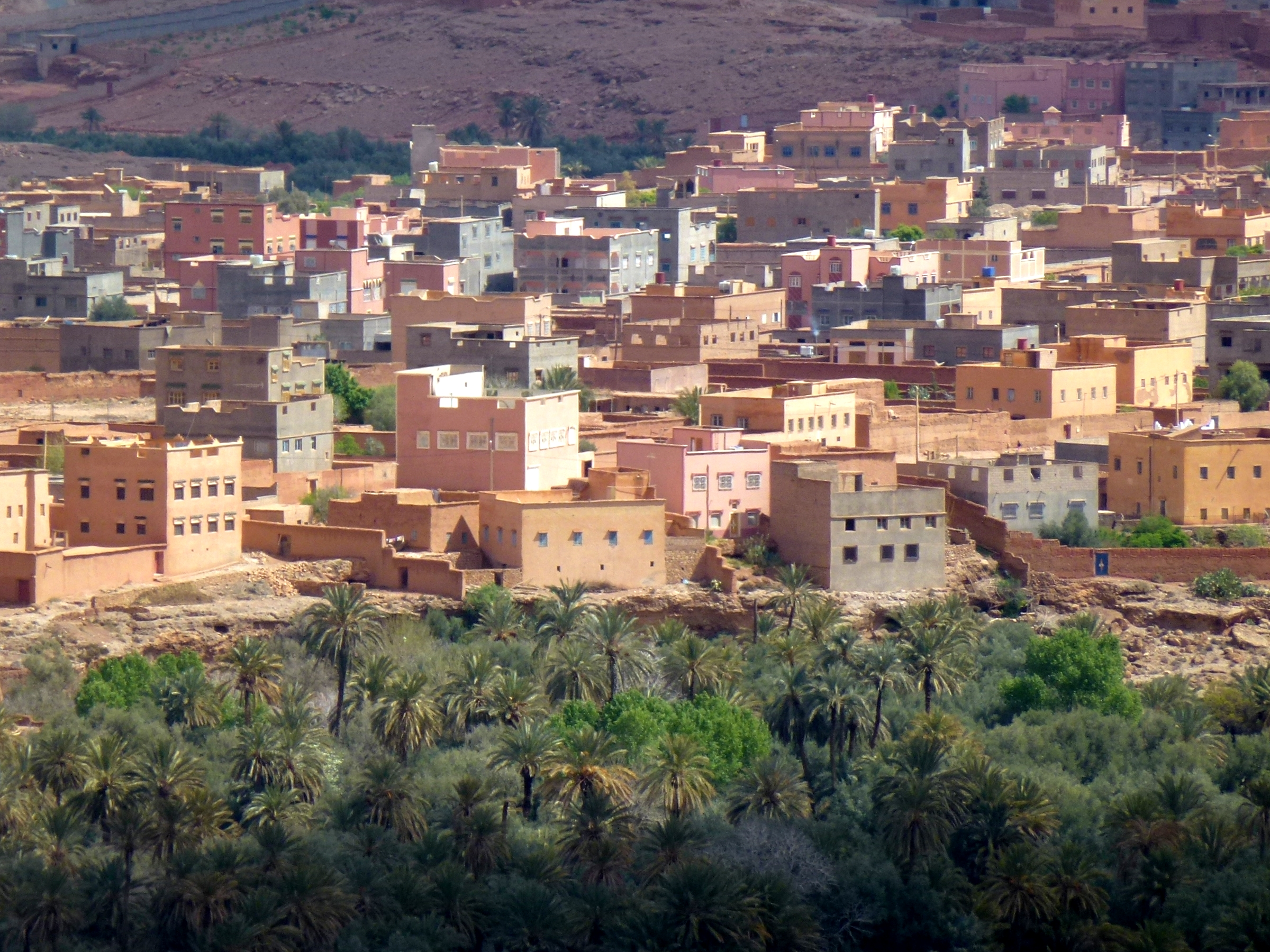

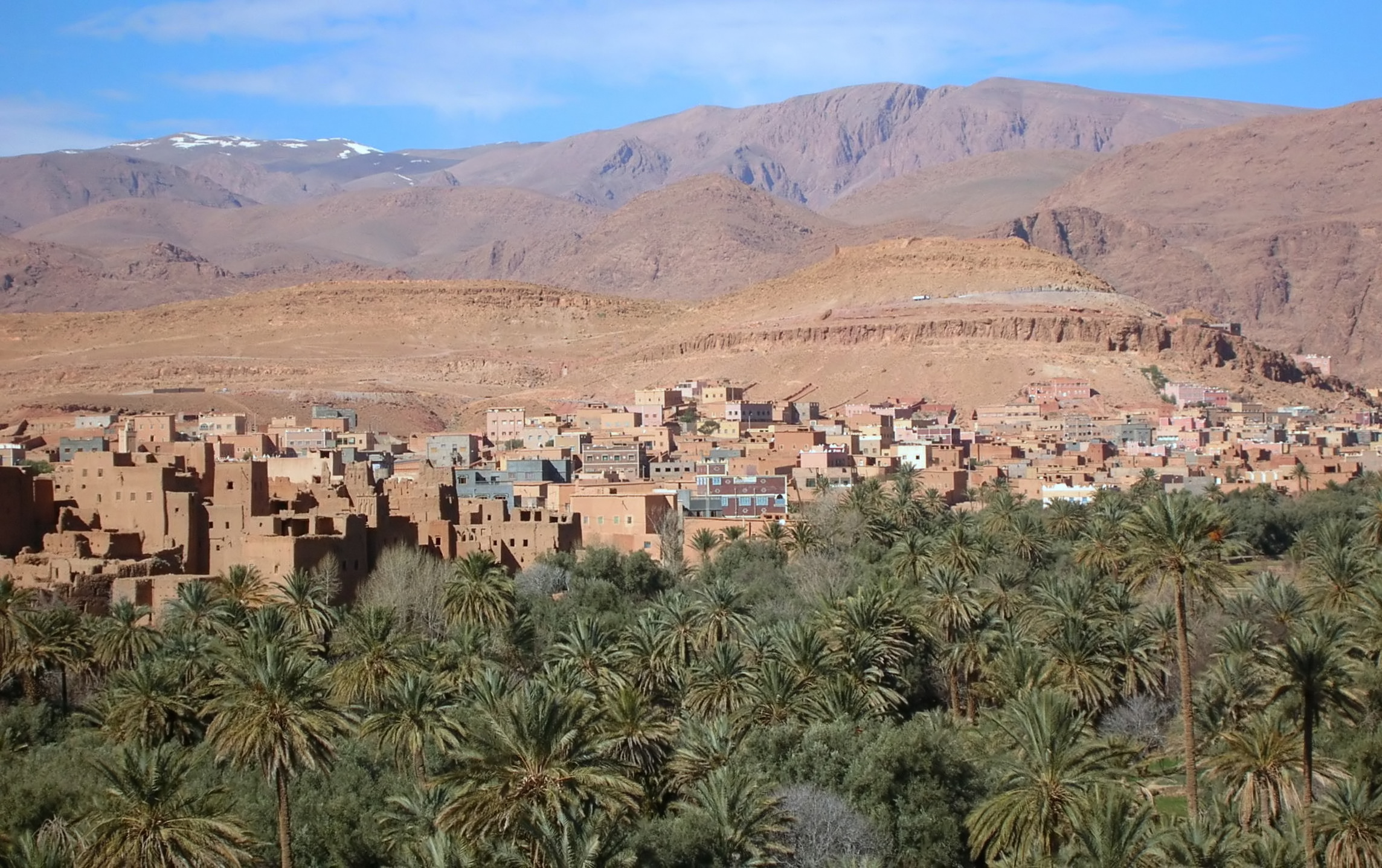

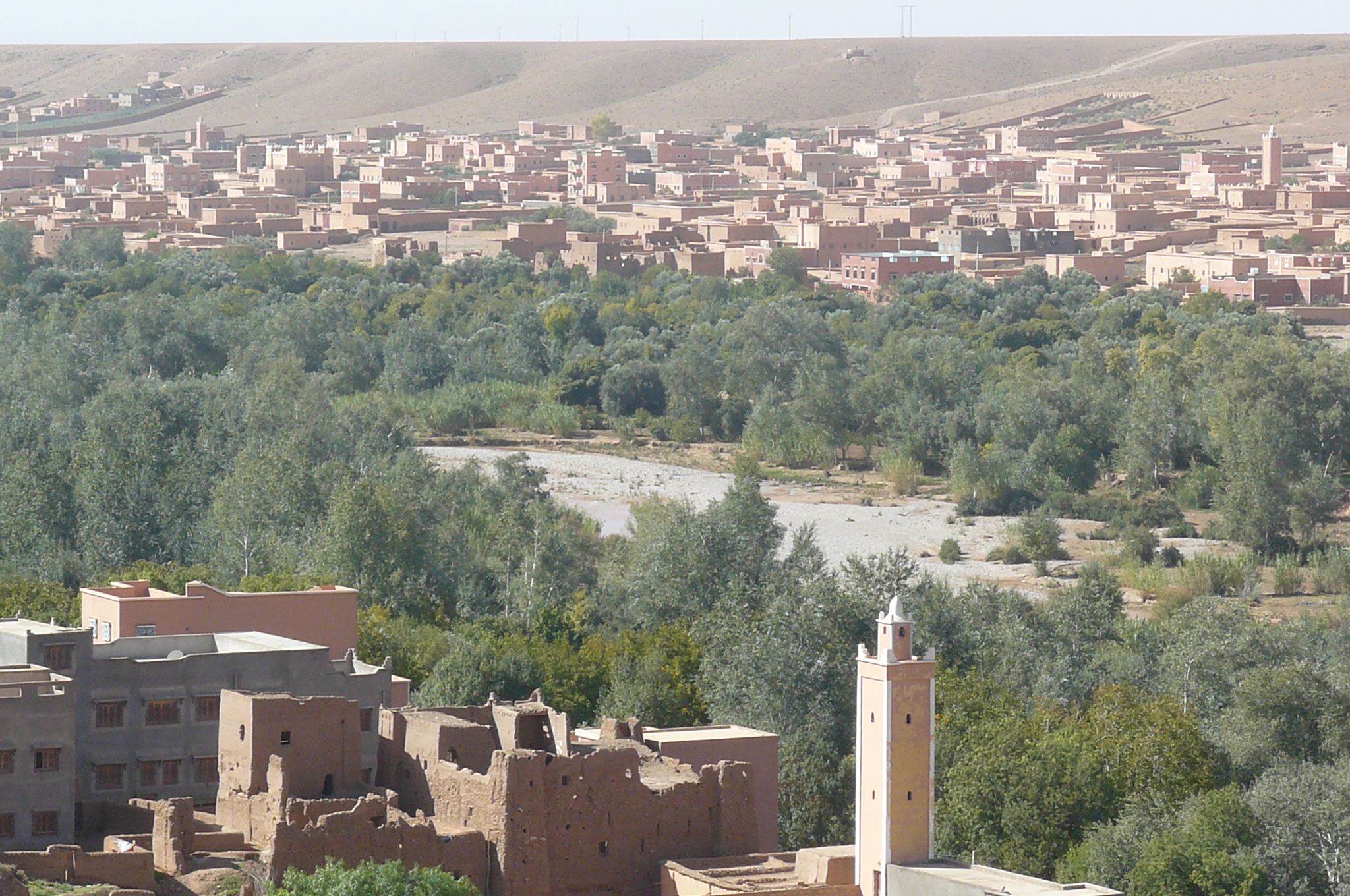

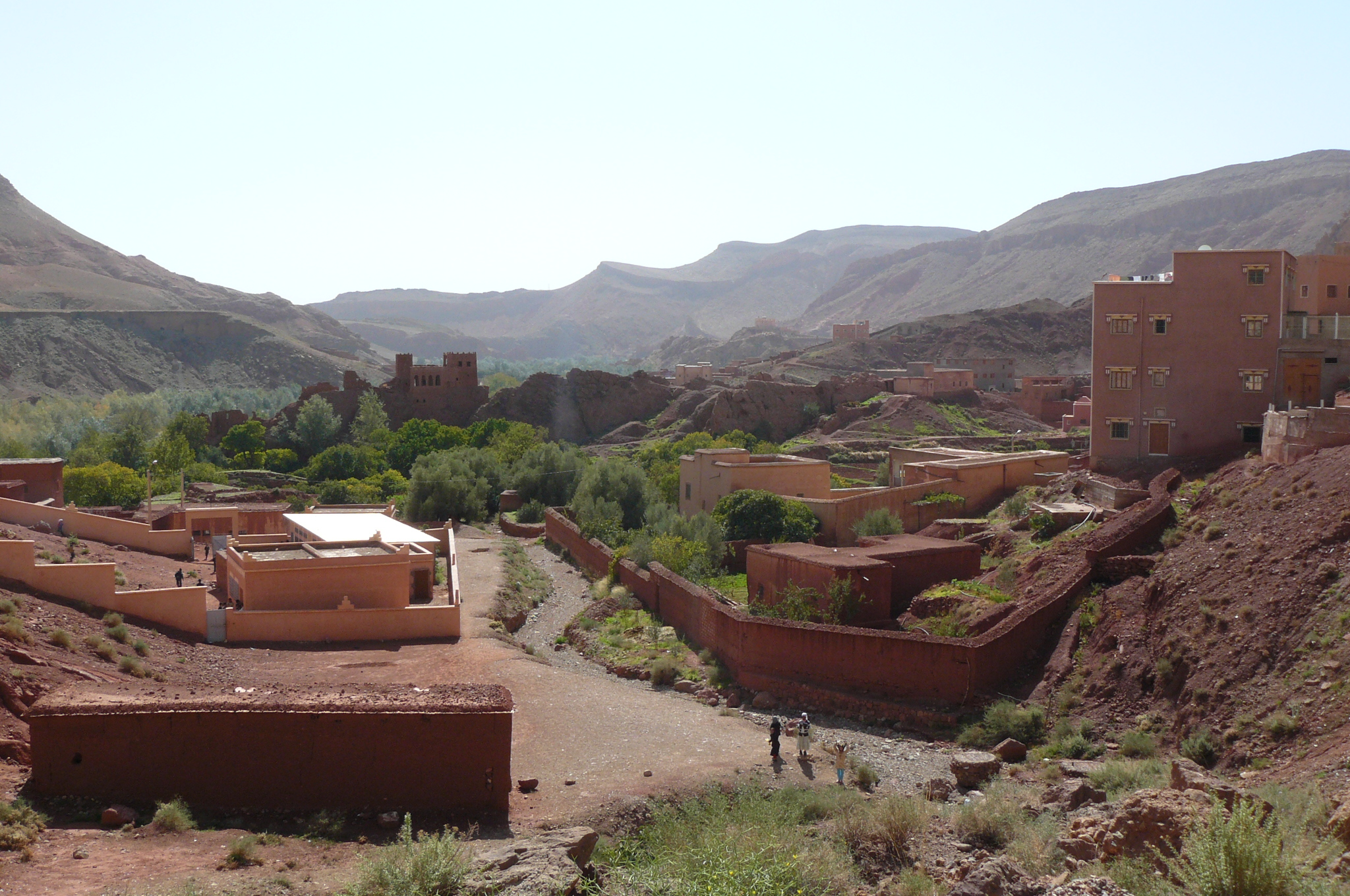

廷吉爾（阿拉伯语：‎）是摩洛哥的城鎮，位於該國東北部，由德拉-塔菲拉勒特大區負責管轄，是廷吉爾省的首府，處於瓦爾扎扎特東北面約165公里，海拔高度1,340米，2014年人口42,044。